# Los Quijotes
Los Quijotes fue una revista literaria publicada en Madrid entre 1915 y 1918.

## Descripción
Su primer ejemplar vio la luz el 10 de marzo de 1915. Calificada como una publicación «modesta», fue fundada por Emilio González Linera. La publicación, en la que participaron firmas como las de Rafael Cansinos Assens o Pedro Garfias, cesó el 25 de octubre de 1918. Varios de sus colaboradores pasaron más adelante a formar parte del movimiento ultraísta.